# 5422 Hodgkin
Az 5422 Hodgkin (ideiglenes jelöléssel 1982 YL1) a Naprendszer kisbolygóövében található aszteroida. Ljudmila Georgijevna Karacskina fedezte fel 1982. december 23-án.